# Anemofilija
Anemofilija (manj ustrezno anemogamija) je botanični izraz, ki se uporablja za tip opraševanja, pri katerem se pelod prenaša z vetrom. Rastline, katerih cvetovi so prilagojeni na tovrsten način opraševanja, se imenujejo vetrocvetke ali anemofilne rastline. Takšne rastline so mnoge golosemenke, pojav pa je prisoten tudi pri nekaterih kritosemenkah. Anemofilija je najbolj pogosta v regijah zmernih temperatur in razmeroma redka v tropskih razmerah. Rastline lahko oprašujejo tudi živali (zoofilija) in voda (hidrofilija). Za hidrofilijo se predvideva, da se je razvila iz anemofilije. Anemofilija kritosemenk naj bi se razvila iz zoofilije (natančneje entomofilije, opraševanja s pomočjo žuželk).

## Predstavniki
Skoraj vse golosemenke spadajo med vetrocvetke, pa tudi mnoge enokaličnice, kot so pripadniki reda Poales, kamor uvrščamo denimo trave (družina Poaceae). Anemofilije se poslužujejo tudi posamične dvokaličnice (na primer številni listavci, kot so hrast, breza, topol, leska, platana, brest in oreh, pa tudi nekatere zelnate rastline, kot so kopriva, konoplja in hmelj). Po nekaterih podatkih je na svetu okoli 12% vetrocvetk, med katere spadajo tudi bolj pogosto gojene kulturne rastline, kot so riž, koruza, pšenica, rž, oves in ječmen. Delež rastlin je delno anemofilnih (oprašujejo jih tako živali kot veter). Takšne so denimo nekatere sorte marelice, ki jih v marcu oprašuje veter, ker njihove običajne opraševalke, medonosne čebele, zaradi prenizkih temperatur še niso aktivne.

## Lastnosti
Anemofilne rastline (vetrocvetke) ne privabljajo opraševalcev in imajo pogosto majhne neizrazite ali reducirane cvetove, nimajo dišečega vonja, ne proizvajajo nektarja (ali ga izdelujejo v manjših količinah) in proizvajajo velike količine peloda. Cvetovi so pogosto združeni v večja socvetja. V naštetih lastnostih se razlikujejo od zoofilnih rastlin (žužkocvetk), ki so se svojim opraševalcem (živalim) prilagodile na drugačen način.
Pelodna zrna anemofilnih vrst so gladka, lahka, suha in nelepljiva, da se lahko brez večjih težav prenašajo s tokovi vetra. Za vetrocvetke je značilno, da pelod izpuščajo v velikih količinah in ga le majhen odstotek uspešno prispe do ženskih razmnoževalnih organov drugih rastlin. Pelodna zrna so v povprečju velika od 20 do 60 mikrometrov, četudi imajo nekatere vrste, kot so denimo te v rodu borov, precej večja pelodna zrna. Pelodna zrna nastajajo v večjih količinah; pri navadni leski (Corylus avellana) je v vsakem klasu tudi več kot 4 milijone posamičnih pelodnih zrn, medtem ko naj bi ena koruzna rastlina proizvedla nekaj manj kot 50 milijonov zrnc. Anemofilne rastline imajo dolge in na plano izpostavljene moške prašnike (s podaljšanimi prašničnimi nitkami), ki so prilagojeni razširjanju peloda. Spremenjeni so tudi ženski pestiči, ki so podolgovati in peresasto razvejani, da brez težav ujamejo leteč pelod. Brazde pestičev anemofilnih vrst so lahko papilozne (pokrite s papilami). V primerjavi z žužkocvetnimi vrstami je pelod precej manjši in lažji (da lažje potuje z vetrom) ter vsebuje mnogo manj beljakovin, kar ga dela manj hranljivega. Kljub temu so bile opažene žuželčje vrste, ki zbirajo pelod vetrocvetk, kadar primanjkuje s hranili bogatejšega peloda žužkocvetk.
Anemofilija je prilagoditev, ki do neke mere onemogoča parjenje med sorodnimi osebki, saj so spolni organi različnih spolov ločeni. Prav zaradi tega so mnoge vetrocvetke tudi dvodomne rastline (razmnoževalni organi različnih spolov so na svojih rastlinah – rastline imajo enospolne cvetove).
Pelod, ki se prenaša s pomočjo vetra, je navadno prenesen zgolj do neke omejene razdalje od rastline, ki ga je izločala. Redkeje se zgodi, da pelodna zrna z zračnimi tokovi prepotujejo večje razdalje. Zaradi tega je anemofilija najbolj učinkovita pri vrstah, ki rastejo v populacijah z visoko gostoto poselitve, kar je denimo dobro razvidno pri travah in njihovih sorodnikih ter drevesnih vrstah vrstno revnih gozdov.

## Anemofilija in alergije
Skoraj ves alergeni pelod prihaja od anemofilnih vrst. Žužkocvetne vrste, ki izločajo pelod, zmožen povzročanja alergij, so redkejše. Pri ljudeh, ki so alergični na pelod, proizveden v prašnikih vetrocvetk, se simptomi kažejo v obliki senenega nahoda (alergijskega rinitisa). Med najpomembnejše proizvajalce alergenega peloda sodijo trave (Poaceae), ki so še posebej problematične na travnikih in drugih nižinskih območjih, kjer med razmnoževalnim obdobjem hkrati nastajajo večje koncentracije pelodnih zrn.